# К-75
Бронетранспортёр К-75 — советский опытный гусеничный бронетранспортёр. Разработан в г. Москва в конструкторском бюро под руководством А. Ф. Кравцова. Серийно не производился.

## История создания
В 1947 году в ОКБ ИК были начаты работы сразу над несколькими образцами бронетехники, среди которых был новый гусеничный бронетранспортёр К-75. В 1949 году был создан первый опытный образец. В период с 9 по 28 сентября 1950 года первый опытный образец К-75 прошёл заводские испытания. По результатам испытаний комиссия заключила, что бронетранспортёр в целом удовлетворяет заданным тактико-техническим характеристикам, однако имеет ряд существенных недостатков из-за которых машина не может быть принята на вооружение, таких как: недостаточная вместимость десантного отделения, низкая удельная мощность и недостаточная скорость по грунтовым дорогам и шоссе. Комиссией было рекомендовано устранить существующие недостатки и представить на государственные испытания два вновь изготовленных опытных образца, но по неизвестным причинам, образцы изготовлены так и не были, а все работы по бронетранспортёру К-75 были свёрнуты.

## Описание конструкции
В качестве базы использовался советский лёгкий танк Т-70. В конструкции бронетранспортёра использовались так же узлы артиллерийского тягача М2 и грузовых автомобилей.

### Броневой корпус и башня
В К-78 использовался корпус открытого типа. Корпус был сварен из броневых катаных листов. Корпус был разделён на три отделения. В передней части по правому борту находилось моторно-трансмиссионное отделение с силовой установкой, в котором находилась силовая установка и агрегаты трансмиссии. По левому борту располагалось отделение управления. В отделении управления находилось рабочее место механика-водителя с органами управления машиной и контрольно-измерительными приборами, а также место стрелка-радиста. Позади отделения управления находилось десантное отделение. В отделении могли размещаться от 16 до 20 десантников, или перевозиться груз массой до 2000 кг. По бортам были установлены восемь пулемётных гнёзд для установки вооружения. В корме корпуса имелась дверь, через которую происходило спешивание десанта, также было предусмотрено спешивание через открытый верх. Для защиты от атмосферных осадков на крышу десантного отделения мог устанавливаться тент. Корпус обеспечивал плавучесть машины при преодолении водных преград, однако переправа была возможна только с использованием дополнительной тяги, так как бронетранспортёр К-75 не был оснащён собственными водомётами или гребными винтами.

### Вооружение
В качестве основного вооружения использовался 7,62-мм пулемёт СГ-43, устанавливаемый в пулемётные гнёзда, находившиеся по периметру корпуса машины. Возимый боекомплект составлял 1000 патронов, снаряжённых в четыре пулемётные ленты. Дополнительно, в бронетранспортёре перевозилось 12 гранат Ф-1, размещённых в шести укладках.

### Двигатель и трансмиссия
Силовая установка представляла собой двигатель ЯАЗ-204Б, заимствованный от тягача М2. Мощность двигателя составляла 140 л. с. Топливная система представляла два бака суммарной ёмкостью 220 литров с распределительными кранами, фильтрами грубой и тонкой очистки, топливоподкачивающего насоса. Дополнительно устанавливался воздушный фильтр «Мультициклон». Трансмиссия бронетранспортёра К-75 состояла из пяти ступенчатой механической коробки передач ЯАЗ-200, однодискового сцепления, главной передачи, бортовых передач, а также бортовых фрикционов с односторонними ленточными тормозами.

### Ходовая часть
Ходовая часть представляла собой гусеничный движитель, состоявший из двух гусеничных лент. Каждая лента составлялась из 95 траков шириной 300 мм, соединявшихся между собой плавающими пальцами. Вместо поддерживающих катков применялись продольные полозья. На задних узлах были установленный поршневые гидравлические амортизаторы, заимствованные с автобуса ЗИС-154.

## Сохранившиеся экземпляры
На сегодняшний день сохранившийся экземпляр находится в Танковом музее в городе Кубинка.